# Conjunt de cabana i cobert al camí de Conill
Conjunt de cabana i cobert al camí de Conill és una obra de Tàrrega (Urgell) protegida com a Bé Cultural d'Interès Local.

## Descripció
Conjunt format per una cabana, una era i un cobert de moderna construcció situat a Altet, a la sortida del poble i a la dreta del camí que porta a Conill. La cabana, de planta quadrangular i petites dimensions, compta amb planta baixa i pis i coberta de teula àrab a dues aigües amb carener perpendicular a la façana principal. Un ràfec de llosetes rodeja tot el perímetre i protegeix les façanes de la pluja.
La façana principal presenta un portal d'arc a nivell amb llinda i brancals fets amb grans blocs de pedra sorrenca molt treballada. A sobre i ubicada de manera simètrica hi ha una finestra rectangular amb brancals, llinda i ampit fets amb grans blocs de pedra ben treballada. La cabana també té espitlleres, tot i que algunes estan tapiades. En una de les llindes apareix la data 1782. L'interior està deteriorat i presenta una menjadora de pedra.
El parament de la cabana és fet amb blocs de pedra calcària de mida gran i mitjana, amb poca terra com a lligam i una bona falca. Les cantonades estan reforçades mitjançant l'ús de grans carreus ben treballats.
Pel que fa al cobert, aquest és un edifici longitudinal d'una sola planta i de majors dimensions que la cabana, amb planta rectangular i coberta a dues aigües amb carener perpendicular a la façana principal. Aquesta presenta una gran porta d'accés a l'interior d'arc a nivell.